# Радиофизика
Радиофизика е раздел на физиката, който се занимава с теоретичното и експериментално изучаването на физическите процеси, свързани с електромагнитните вълни в радиодиапазона, така наречените радиовълни – тяхното предаване и приемане, разпространение, преобразуване на честотата и взаимодействието им с околната среда.
Радиофизиката се заражда през 1920-те-1930-те години, като намира приложение най-вече в радиотехниката и електрониката. Тя осигурява радиотехниката с методи, необходими при разработката на устройства като приемници, радиолокатори, усилватели, филтри, модулатори, демодулатори и други.